# Oblężenie Szigetváru
Oblężenie Szigetváru – oblężenie miasta i twierdzy w węgierskim Szigetvárze, które miało miejsce w roku 1566 w trakcie walk węgiersko-tureckich.
W roku 1566 sułtan Sulejman Wspaniały podjął oblężenie Szigetváru, bronionego przez Nikolę Šubića Zrinskiego. Miasto dzieliło się na 3 sektory połączone mostami i groblami, każdy otoczony oddzielnym murem. Turcy atakowali zażarcie przez dwa tygodnie, w końcu dnia 19 sierpnia w ich rękach znalazły się dwa sektory: stare i nowe miasto. Gdy chroniący się w cytadeli obrońcy odrzucili proponowane przez Sulejmana warunki kapitulacji, Turcy przypuścili kolejne dwa szturmy, ponownie odparte przez Węgrów. 
Dnia 5 września wojska tureckie podkopały się niepostrzeżenie pod jeden z bastionów i odpaliły minę. Eksplozja uczyniła wyrwę w murach i zniszczyła kilka budynków. Turcy nie podjęli jednak ataku, gdyż w tym samym dniu w swoim namiocie zmarł Sulejman Wspaniały. O śmierci sułtana nie wiedział jednak Zrinski, który na czele 600 ludzi podjął się próby przebicia przez pozycje tureckie. W samobójczym ataku Zrinski poniósł śmierć, podobnie jak większość jego ludzi. Po rozbiciu oddziału obrońców Turcy rzucili się do zamku, gdzie w chwilę później nastąpił wybuch magazynu prochu, grzebiąc wielu z nich. Po zdobyciu miasta ciało Sulejmana odesłano do Konstantynopola, a na miejscu wzniesiono meczet.